# Кабаре (настольный прибор)
Кабаре (фр. cabaret — хижина, домик) —  в декоративно-прикладном искусстве — часть сервировки, настольный прибор из фаянса или фарфора наподобие блюда, в котором от центральной части радиально, как лепестки цветка, расходятся секторальные ёмкости с крышками для специй или деликатесов. Такие приборы появились во Франции в эпоху рококо в середине XVIII века. Использовались и в качестве настольных украшений — сюрту-де-табль.
В XIX веке словом «кабаре» стали называть комплекты изделий из серебра: графин и бокалы для вина на подносе.